# حي نوري باشا
حيّ نوري باشا، حي سكني عريق في مدينة دمشق مُمتد من جادة العفيف حتى شارع العمري. في العهد العثماني كان يُعرف بحيّ الدوّاسة قبل أن يطلق عليه اسم الوالي عثمان نوري باشا. بنى فيه الوالي العثماني حسن ناظم باشا قصره الذي تحول إلى القصر الجمهوري لاحقاً ومن أشهر قاطني الحيّ الملك فيصل الأول وأول رئيس الجمهورية محمد علي العابد ورئيس وزراء سورية عطا الأيوبي. في مطلع عهد الاستقلال تغير اسم الحيّ وسمي «ادوارد سبيرز» نسبة إلى السفير البريطاني في سورية ولبنان الذي ساعد السوريين على نيل استقلالهم، ولكن الاسم تغير مجدداً بعد تأزم العلاقات السورية البريطاني إثر حرب فلسطين سنة 1948 فأصبح «شارع الظاهر بيبرس» ولكنه ما زال يعرف شعبية باسم «نوري باشا.»